# Артейхо
Артейхо (на испански: Arteijo) e испански град в провинцията Ла Коруня, която е част от автономната област Галисия. Градът има площ от 94,62 км2 и население от 27 713 през 2007 г. В града се провежда международният турнир по шахмат Мемориал „Артемихо Пениде“. Седалище на една от най-големите испански компании Индитекс (собственик на марката Zara).